# Limnophora brunneitibia
Limnophora brunneitibia är en tvåvingeart som beskrevs av Tong, Xue och Wang 2004. Limnophora brunneitibia ingår i släktet Limnophora och familjen husflugor. Inga underarter finns listade i Catalogue of Life.